# Mega (magazin)
A MEGA egy havilap volt, ami az Egyesült Királyságban jelent meg és a Sega Mega Drive és annak kiegészítőinek, a Mega CD-nek és a 32X-nek a tulajdonosait célozta meg. A Sega Mega Drive aranykora idején, 1992-től 1995-ig jelent meg. Több változáson és tartalmi, valamint design váltáson esett át, mielőtt eladták a Maverick Magazines kiadónak.

## Története
1992 nyarán a Sega Power akkori helyettes szerkesztője; Neil West egy új Mega Drive magazin főszerkesztői pozíciójába került. Amanda Cook-ot az Amiga Power újságtól vették fel, mint művészeti szerkesztő. Andy Dyer, aki a Total! Nintendo újságnál dolgozott lett a helyettes szerkesztő. Paul Mellerick volt Sega Force író zárta az új magazin négyfős személyzetét.
1992. szeptember 17-én jelent meg a Mega első lapszáma 1,95 fontos áron. Fényes A4 lapméretű papírra nyomták, minőségi borítóval és gerinccel; a Mega magas minőségű előállítása a kezdetektől nyilvánvaló volt. A Mega családias formátuma már a legelső lapszámtól megfigyelhető volt. A rendszeres tartalmak közé tartozott a „Mega City”, az előzetesek, a tesztek, a „Mega Play”, az „Arena”, a „Mega Mouth” és a mindig is ellentmondásos „Top 100” játék listák.
1993 végére Neil West átkelt az Atlanti-óceánon, hogy segítsen az amerikai Next Generation újság elindításánál főszerkesztői pozícióban. Andy Dyer vette át a helyét a Mega magazinnál. Az újság továbbra is sikeres volt; 1994 januárja és júniusa között 50 000 eladott példányszámmal, azonban ismeretlen okok miatt a Future Publishing eladta a magazint. Az utolsó a Future Publishing által kiadott lapszám 1994 augusztusában (23.) jelent meg.
1994 augusztusában a Mega-t felvásárolta a Maverick Magazine és az első általuk kiadott lapszám 1994 szeptemberében (24.) jelent meg. Egy másik rivális Mega Drive újság; a Mega Drive Advanced Gaming is a cég tulajdonában volt, a Maverick azt állította, hogy a le akarják fedni a Mega Drive piacot; egy másik Mega Drive magazint; a MegaTech-et is felvásárolta az EMAP-tól. A Maverick Mega-jának hasonló volt a stílusa és a kinézete mint a Future Mega-ja, de mivel egy teljesen új személyzet vezette ezért a magazin is megváltozott. Az újság minden egyes lapszámmal egyre kevesebb oldallal jelent meg, míg végül 1995-ben megszűnt.